# Christoph Pliet

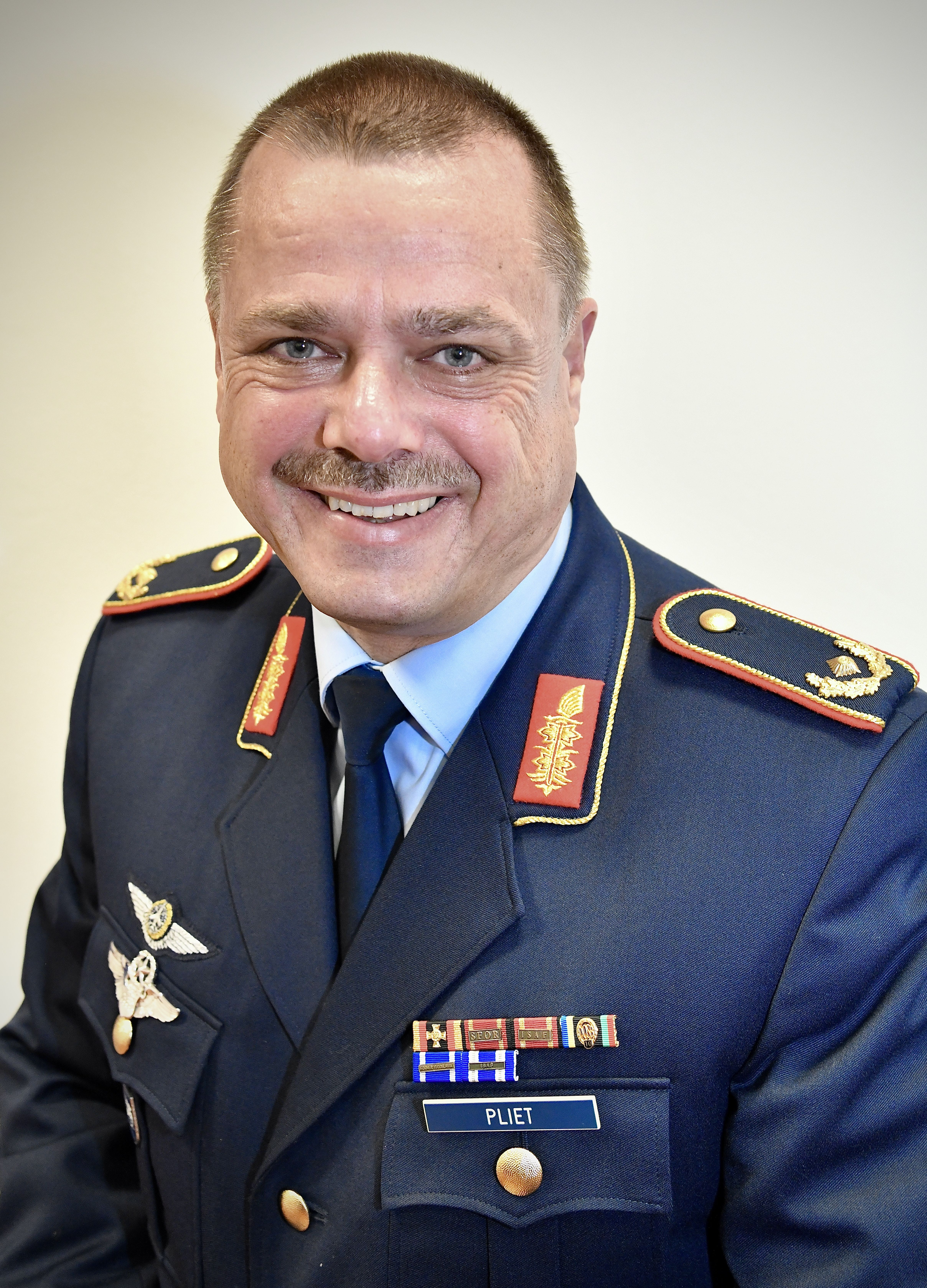
Brigadegeneral Christoph Pliet (2020)

Christoph Pliet (* 11. September 1962 in Tettnang; † 26. April 2025) war ein Brigadegeneral der Bundeswehr.

## Militärische Laufbahn

### Ausbildung und erste Verwendungen
Pliet trat 1980 nach seinem Abitur als Offizieranwärter der Luftwaffe in die Bundeswehr ein. Nach der Offizierausbildung und der fliegerischen Vorausbildung an der Offizierschule der Luftwaffe in Fürstenfeldbruck wurde er zum Waffensystemoffizier auf dem Jagdbomber Tornado ausgebildet. Anschließend folgten verschiedene Verwendungen u. a. als Waffensystemoffizier, Ausbildungsoffizier und Einsatzstabsoffizier beim Jagdbombergeschwader 31 „Boelcke“ in Nörvenich.

### Dienst als Stabsoffizier
Von 1994 bis 1996 nahm Pliet am 39. Generalstabslehrgang an der Führungsakademie der Bundeswehr in Hamburg teil. Seine erste Verwendung als Generalstabsoffizier führte ihn zum ICAOC 4 in Meßstetten. Dort wurde er Dezernatsleiter Ausbildung und Übungen. Von 1998 bis 2001 war Pliet Kommandeur Fliegende Gruppe des Aufklärungsgeschwaders 51 „Immelmann“ in Jagel. Es folgten zwei Verwendungen als Referent bei Fü L III 3 (Grundsatzangelegenheiten Einsatz und Operative Führung, Einsatzführung Luftstreitkräfte, Operative Grundlagen, Führungsunterstützung, Übungen) im Führungsstab der Luftwaffe und Fü S V 3 (Einsatzführung der Bundeswehr) im Führungsstab der Streitkräfte. Von 2003 bis 2005 war Pliet Adjutant des Stellvertreters des Generalinspekteurs der Bundeswehr. 2005 bis 2006 nahm Pliet am Senior Course des NATO Defense College in Rom teil und wurde im Anschluss Kommodore des Jagdbombergeschwaders 33 in Büchel. 2008 wurde Pliet Einsatzgruppenleiter Balkan beim Einsatzführungskommando der Bundeswehr (EinsFüKdoBw) in Geltow, in 2010 Abteilungsleiter Operative Einsatzführung (J3) beim Kommando Operative Führung Eingreifkräfte (KdoOpFüEingrKr) in Ulm. Beim Hauptquartier des Supreme Allied Commander Transformation in Norfolk (USA) war er von 2012 bis 2016 Abteilungsleiter Concept Development. Es folgte 2016 bis 2018 eine ministerielle Verwendung als Referatsleiter Plg II 3 Fähigkeitsentwicklung Domäne Führung und Aufklärung; Strategische Steuerung Weltraum in der Abteilung Planung im Bundesministerium der Verteidigung mit Dienstsitz Bonn.

### Dienst als General
Im Januar 2019 wurde Pliet Deputy Commander Deployable Air Command and Control Centre, Poggio Renatico/Italien. Von Januar bis April 2022 war er Deputy Commander des Combined Air Operations Centre der NATO in Uedem. Im Mai 2022 wurde er Deputy Chief of Staff Operations im Allied Air Command. Ab April 2024 wurde er im Luftwaffentruppenkommando eingesetzt.

### Auslandseinsätze
- 1999–2000 KFOR, mehrfach Kommodore Einsatzgeschwader 1, Piacenza/Italien
- 2007–2008 ISAF, Kommodore Einsatzgeschwader Mazar-e Sharif, Masar-e Scharif/Afghanistan

### Auszeichnungen
- 2001 Einsatzmedaille der Bundeswehr SFOR
- 2001 NATO-Medaille SFOR
- 2007 Ehrenkreuz der Bundeswehr in Gold
- 2009 Einsatzmedaille der Bundeswehr ISAF Afghanistan
- 2009 NATO-Medaille ISAF

## Privates
Pliet war verheiratet und Vater von zwei Kindern.